# Lopo Gonçalves
Lopo Gonçalves fue un marino y explorador portugués del siglo XV.
Estando al servicio de Fernão Gomes, quien tenía el monopolio del comercio con Guinea concedido en 1469 por el rey Alfonso V de Portugal, Gonçalves exploró el golfo de Guinea y en el año 1473 o 1474 fue el primer europeo que cruzó la línea del Ecuador, doblando por vez primera el actual cabo López, el cual fue nombrado como Cabo Lopo Gonçalves en su honor.